# NGC 5361
NGC 5361 (другие обозначения — MCG 7-29-15, ZWG 219.25, KUG 1352+386, IRAS13524+3841, PGC 49441) — галактика в созвездии Гончие Псы.
Этот объект входит в число перечисленных в оригинальной редакции «Нового общего каталога».